# Долинськ (Червоногвардійський район)
Доли́нськ (рос. Долинск) — селище у складі Червоногвардійського району Оренбурзької області, Росія.

## Населення
Населення — 434 особи (2010; 516 у 2002).
Національний склад (станом на 2002 рік):
- росіяни — 63 %